# Forficulidae
Forficulidae zijn een familie van oorwormen (Dermaptera).

## Kenmerken
Deze donkerbruine insecten zijn 1,2 tot 2,5 cm lang. Aan het achterlijf van beide geslachten bevinden zich tangen, die bij mannetjes echter dikker en sterker gekromd zijn.

## Voortplanting
De eieren worden afgezet in de bodem en worden door het vrouwtje bewaakt, totdat ze uitkomen.

## Taxonomie
- Onderfamilie Allodahlinae - Verhoeff, 1902
  - Geslacht Allodahlia - Verhoeff, 1902
  - Geslacht Brindleiana - Steinmann, 1975
  - Geslacht Eulithinus - Hincks, 1935
    - Eulithinus analis - (Rambur 1838)
    - Eulithinus montanus - (Steinmann 1981)
- Onderfamilie Ancistrogastrinae - Verhoeff, 1902
  - Geslacht Ancistrogaster - Stall, 1855
  - Geslacht Litocosmia - Hebard, 1917
  - Geslacht Osteulcus - Burr, 1907
  - Geslacht Paracosmia - Borelli, 1909
  - Geslacht Praos - Burr, 1907
  - Geslacht Sarcinatrix - Rehn, 1903
  - Geslacht Spinosocordax - Steinmann, 1988
- Onderfamilie Anechurinae - Burr, 1901
  - Geslacht Anechura - Scudder, 1876
    - Anechura bipunctata - (Fabricius, 1781)
    - Anechura lewisi - (Burr, 1904)

  - Geslacht Chelidura - Latreille, 1825
    - Chelidura acanthopygia - (Gene, 1832)
    - Chelidura apfelbecki - Werner, 1907
    - Chelidura aptera - (Megerle, 1825)
    - Chelidura bolivari - Dubrony, 1878
    - Chelidura caprai - (Taglianti, 1993)
    - Chelidura chelmosensis - (Maran, 1965)
    - Chelidura euxina - (Semenov, 1907)
    - Chelidura guentheri - (Galvagni, 1994)
    - Chelidura mutica - Krauss, 1886
    - Chelidura poggii - (Capra, 1982)
    - Chelidura pyrenaica - (Bonelli, 1832)
    - Chelidura specifica - Steinmann, 1989
    - Chelidura thaleri - (Harz, 1980)
    - Chelidura transsilvanica - (Ebner, 1932)

  - Geslacht Eumegalura - Bey-Bienko, 1934
  - Geslacht Mesasiobia - Semenov, 1908
  - Geslacht Neopterygida - Srivastava, 1984
  - Geslacht Oreasiobia - Semenov, 1936
  - Geslacht Perirrhytus - Burr, 1911
  - Geslacht Pseudochelidura - Verhoeff, 1902
- Onderfamilie Cosmiellinae - Steinmann, 1975
- Onderfamilie Diaperasticinae - Burr, 1907
- Onderfamilie Forficulinae - Stephens, 1829
- Onderfamilie Neolobophorinae - Burr, 1907
- Onderfamilie Opisthocosmiinae - Verhoeff, 1902

## In Nederland waargenomen soorten
- Genus: Apterygida
  - Apterygida media - (Parkoorworm)
- Genus: Chelidurella
  - Chelidurella guentheri - (Bosoorworm)
- Genus: Forficula
  - Forficula auricularia - (Gewone Oorworm)